# 라이언 고인스
라이언 매튜 고인스(Ryan Matthew Goins, 1988년 2월 13일 ~ )는 미국 출신의 야구 선수이자 아메리칸 리그 오클랜드 애슬레틱스의 선수이다.

## 경력

### 메이저 리그 이전
1988년에 텍사스주에 있는 라운드록에서 태어났다. 고향에 있는 스토니 포인트 고등학교를 다니면서 야구를 했으며, 포지션은 유격수였다. 졸업한 후에는 댈러스 침례 대학교로 진학하여 야구를 했으며, 2008년에는 노스우드 리그에 소속되어 있는 워털루 벅스에서 뛰었다. 그리고 22살이 되던 2009년에 있었던 MLB 드래프트에서 4라운드 전체 130위로 토론토 블루제이스에게 지명되어 입단하게 된다. 2012년에는 더블A인 뉴햄프셔 피셔 캣츠에서 뛰었다. 시즌이 끝난 후에는 토론토 블루제이스의 40인 로스터에 들어갔으며, 가을에는 유망주들의 리그인 애리조나 가을 리그에 참여한다.

### 메이저 리그
2013년 8월 22일에 같은 팀 동료 2루수인 메이서 이스투리스가 부상자 명단에 오르자 메이저 리그로 승격 됐다. 다음 날인 8월 23일에 있었던 휴스턴 애스트로스전에서 9번 타자이자 2루수로 나오며 메이저 리그 데뷔를 한다. 데뷔전에서는 2루타를 포함해서 4타수 2안타를 기록했으며, 경기 도중에 수비위치를 2루에서 유격수로 옮기기도 하지만, 팀은 4-12로 패하고 만다. 8월 25일에 있었던 경기에서는 9회에 땅볼을 치지만 자신의 첫 타점을 올린다. 8월 31일에는 메이저 리그 데뷔 이후 8경기 연속 안타를 치면서 데뷔 순간부터 연속 안타 팀 타이 기록(1981년 제시 바필드도 데뷔 이후 8경기 연속 안타)을 세운다. 하지만, 9월 1일에 있었던 캔자스시티 로열스전에서 안타 없이 2개의 삼진만을 기록하며 기록은 끊긴다. 9월 18일에 있었던 뉴욕 양키스전에서는 데이비드 허프를 상대로 자신의 메이저 리그 커리어 첫 홈런을 달성한다. 시즌에서는 34경기에 나와 .252이라는 신인으로서 나쁘지 않은 타율과 2개의 홈런, 8개의 타점을 기록한다.
2014년에 있었던 스프링 트레이닝에 참여했으며, 주전 2루수로 낙점된다. 그러나 시즌에서는 부진을 겪으면서 트리플A를 왔다갔다하며 67경기에 출장하여 .188의 타율과 1개의 홈런, 15개의 타점을 기록한다.

## 연도별 타격 성적
| 연 도     | 소 속     | 경 기 | 타 석 | 타 수 | 득 점 | 안 타 | 2 루 타 | 3 루 타 | 홈 런 | 루 타 | 타 점 | 도 루 | 도 루 자 | 희 생 번 | 희 생 플 | 볼 넷 | 고 4 | 사 구 | 삼 진 | 병 살 타 | 타 율 | 출 루 율 | 장 타 율 | O P S |
| --------- | --------- | ----- | ----- | ----- | ----- | ----- | ------- | ------- | ----- | ----- | ----- | ----- | -------- | -------- | -------- | ----- | ---- | ----- | ----- | -------- | ----- | -------- | -------- | ----- |
| 2013년    | TOR       | 34    | 121   | 119   | 11    | 30    | 5       | 0       | 2     | 41    | 8     | 0     | 0        | 0        | 0        | 2     | 0    | 0     | 28    | 1        | .252  | .264     | .345     | .609  |
| 2014년    | TOR       | 67    | 193   | 181   | 14    | 34    | 6       | 3       | 1     | 49    | 15    | 0     | 1        | 6        | 1        | 5     | 0    | 0     | 42    | 4        | .188  | .209     | .271     | .479  |
| 통산：2년 | 통산：2년 | 101   | 314   | 300   | 25    | 64    | 11      | 3       | 3     | 90    | 23    | 0     | 1        | 6        | 1        | 7     | 0    | 0     | 70    | 5        | .213  | .231     | .300     | .531  |

- 2014시즌 종료 기준.